# Metailurus
Metailurus е род праисторически изкопаеми саблезъби котки от Северна Америка, Евразия и Африка живели преди 9 млн. допреди 11 хил. години в епохите на миоцен и плейстоцен. Фосилни останки от най-едрия от видовете Metailurus major са открити и в България от палеонтологични експедиции през 20 век в района на Хаджидимово. Ценен скелет от вида е изложен в експозицията на Палеонтологичния музей в Асеновград. Род Metailurus е наименован от австрийския палеонтолог Ото Здански през 1924 г. Причислен е към семейство Котки едва през 1988 г.

## Фосилни находки
Кости от видовете на рода са открити в европейски находища от Испания и Италия, през Унгария, България до Гърция (северна Евбея) Европейските находки са датирани от епохата на туролий. Фосили от видове са открити и на територията на Китай, където за първи път през 1924 г. са открити първите останки на представител на рода. Видът Metailurus parvulus е откриван в пластове от Гърция и Източна Африка. Изкопаеми кости са откривани и в Северна Америка.
Представителите на род Metailurus са известни като неистински саблезъби котки поради това, че не са притежавали кучешки зъби като същинските саблезъби котки. Те са със среден размер между този на саблезъби котка, при която са двустранно сплеснати и издължени и конични и къси при съвременните видове от семейството. Поради разпокъсаността на откритите находки от вкаменелости на Metailurus, броят на видовете е предмет на дебат.

## Особености
Котките от род Metailurus са с големина на съвременна пума. Набитото тяло и здравите предмишници са белег, показващ, че вероятно видовете са се катерили по дървета и са живели в открити и смесени полузалесени райони. При по-късните видове като Metailurus major се наблюдава загуба на втория предкътник, което се смята за еволюционно нова черта в рода. По-примитивните представители на рода имат по-голям брой на зъбите, отколкото техните наследници.